# Afonso Sousa
Afonso Gamelas de Pinho Sousa (ur. 3 maja 2000 w Aveiro) – portugalski piłkarz, występujący na pozycji ofensywnego pomocnika. Młodzieżowy reprezentant Portugalii. 

## Klub

### Początki
Zaczynał karierę w klubie SC Beira-Mar, do którego dołączył w 2008 roku. Następnie, w 2012 roku trafił do GD Gafanha, w którym grał przez rok. Wtedy dołączył do młodzieżowej drużyny FC Porto.

### FC Porto (młodzież i rezerwy)
W zespole U-19 FC Porto Afonso Sousa wystąpił w 17 meczach, 7 razy trafił do siatki, a ponadto dwukrotnie asystował.
W zespole rezerw natomiast Sousa zadebiutował 25 sierpnia 2019 roku w meczu przeciwko SC Farense (1:3 dla Porto). Zagrał cały mecz i strzelił gola w 88. minucie. Pierwszą asystę w Porto zaliczył 5 października 2019 roku w meczu przeciwko CD Nacional (4:1 dla zespołu z Madery). Asystował przy jedynej bramce Porto, która padła w 15. minucie. Łącznie dla zespołu rezerw zagrał 21 meczów, strzelił 7 goli i dwa razy asystował.

### B-SAD
9 września 2020 roku trafił za darmo do B-SAD. W tym zespole pierwszy występ zaliczył 18 września 2020 roku w meczu przeciwko Vitórii SC (0:1 dla SAD). Wszedł na boisko w 67. minucie, zastępując Silvestre'a Varelę. Pierwszą bramkę strzelił 6 grudnia 2020 roku w meczu przeciwko SC Braga (2:1 dla zespołu z Lizbony). Do sitaki trafił w pierwszej minucie doliczonego czasu gry pierwszej połowy. Pierwszą asystę zaliczył 16 sierpnia 2021 roku w meczu przeciwko CS Marítimo (1:2 dla rywali zespołu Sousy). Asystował przy bramce Alioune Ndoura w 45. minucie. We wszystkich rozgrywkach, rozegrał 69 meczów, 5 razy strzelił gola i trzykrotnie asystował.

### Lech Poznań
30 czerwca 2022 roku ogłoszono jego przejście do Lecha Poznań. 9 lipca 2022 roku zadebiutował w drużynie, w przegranym 0:2 meczu o Superpuchar Polski przeciwko Rakowowi Częstochowa. 11 sierpnia 2022 roku zdobył swoją pierwszą bramkę dla „Kolejorza”, w wygranym 4:1 meczu eliminacji Ligi Konferencji Europy UEFA przeciwko Víkingur Reykjavík. 28 sierpnia 2022 roku po raz pierwszy wpisał się na listę strzelców w Ekstraklasie – w 5. minucie wygranego 1:0 spotkania przeciwko Piastowi Gliwice.

## Reprezentacja
W reprezentacji U-15 swojego kraju wystąpił w dwóch spotkaniach.
W kategorii o rok wyższej ma na koncie 10 meczów i dwa gole.
W kadrze U-17 wystąpił w 15 meczach, miał też 2 asysty.
W U-18 zagrał dwa mecze, w jednym miał asystę.
W reprezentacji do lat 19 zagrał 3 mecze.
W kadrze U-20 zagrał 4 mecze.
Do 20 listopada 2022, w reprezentacji U-21 wystąpił w 8 meczach, zdobywając jednego gola.

## Rodzina
Jest wnukiem António Sousy. Jego ojciec, Ricardo, jest piłkarzem i menedżerem.

## Statystyki kariery
Stan na 16 października 2024
| Klub                 | Sezon                | Liga                 | Liga    | Liga   | Puchar  | Puchar | Puchar Ligi | Puchar Ligi | Europa  | Europa | Inne    | Inne   | Łącznie | Łącznie |
| Klub                 | Sezon                | Liga                 | Występy | Bramki | Występy | Bramki | Występy     | Bramki      | Występy | Bramki | Występy | Bramki | Występy | Bramki  |
| -------------------- | -------------------- | -------------------- | ------- | ------ | ------- | ------ | ----------- | ----------- | ------- | ------ | ------- | ------ | ------- | ------- |
| Belenenses           | 2020/21              | Primeira Liga        | 32      | 2      | 3       | 0      | 0           | 0           | —       | —      | —       | —      | 35      | 2       |
| Belenenses           | 2021/22              | Primeira Liga        | 30      | 1      | 3       | 2      | 1           | 0           | —       | —      | —       | —      | 34      | 3       |
| Belenenses           | Łącznie              | Łącznie              | 62      | 3      | 6       | 2      | 1           | 0           | —       | —      | —       | —      | 69      | 5       |
| Lech Poznań          | 2022/23              | Ekstraklasa          | 24      | 4      | 1       | 1      | —           | —           | 8       | 2      | 1       | 0      | 34      | 7       |
| Lech Poznań          | 2023/24              | Ekstraklasa          | 18      | 0      | 1       | 0      | —           | —           | 4       | 0      | —       | —      | 23      | 0       |
| Lech Poznań          | 2024/25              | Ekstraklasa          | 11      | 3      | 1       | 0      | —           | —           | —       | —      | —       | —      | 12      | 3       |
| Lech Poznań          | Łącznie              | Łącznie              | 53      | 7      | 3       | 1      | —           | —           | 12      | 2      | 1       | 0      | 69      | 10      |
| Lech II Poznań       | 2022/23              | II liga              | 1       | 0      | 0       | 0      | —           | —           | —       | —      | —       | —      | 1       | 0       |
| Podsumowanie kariery | Podsumowanie kariery | Podsumowanie kariery | 116     | 10     | 9       | 3      | 1           | 0           | 12      | 2      | 1       | 0      | 139     | 15      |

## Sukcesy

### Lech Poznań
- Mistrzostwo Polski: 2024/2025